# Gediz
Gediz mintegy 300 km hosszú folyó Törökországban.
Az Ak-degon ered és nyugatnak folyik, míg a tenger közeléig nem ér; ekkor hirtelen délnek fordul és a Szmirnai-öbölbe torkollik.  Mellékvizei közül a legismertebb a Pactolus.

## Az ókorban
A görögök az egyik legfontosabb anatóliai folyót, a hettita Asztarpa folyót Hermusznak nevezték. (Vergilius: auro Turgidus Hermus) A térségben már II. Murszilisz hettita király idején önálló állam volt, Kuvalijasz. A Hermosz mentén fekvő Szardeisz és Magnészia voltak a legfontosabb lüd és görög települések, ezek mellett Kürupedion és a Hermosz-menti Larissza is itt található. A folyó Phókaia és Szmürna között torkollott az Égei-tengerbe.